# هشام الذهبي
هشام حسن هليل الذهبي والمُلقب بـ«أبو الأيتام»، و«صانع الأمل»، هو ناشط مدني وباحث نفسي عراقي، مُتخصص في مجال علم نفس الطفولة والتربية الصحيحة واحتواء المراهقين، ومحاضر عن حقوق الأطفال في العراق ودور الناشطين الاجتماعيين في تعزيزها، ومؤسس مؤسسة البيت العراقي للإبداع، والتي توفر مساحة آمنة للأطفال الأيتام، والمشردين للتعافي، والدراسة، والنمو. ومؤلف لكتابين: هؤلاء جعلوني انسانا، وأطفال الشارع... ضحايا أم جناة. وكان الذهبي من بين خمسة من صناع الأمل الذين توجهم الشيخ محمد بن راشد آل مكتوم في عام 2017.

## البيت العراقي للإبداع

ملتقى أيتام ورئيس وزراء العراق محمد شياع السوداني وهشام الذهبي في يوم 23 نيسان سنة 2023

مؤسسة البيت العراقي للإبداع هي منظمة غير حكومية تأسست في 2004، تسعى هذه المؤسسة لاحتضان وإيواء الأطفال المشردين وإيوائهم.